# Fearless Girl
Fearless Girl (en español: "Niña sin miedo") es una escultura de bronce hecha por Kristen Visbal, encargada por State Street Global Advisors (SSGA), una compañía de administración de activos. La estatua fue instalada el 7 de marzo del 2017 en anticipación del Día Internacional de la Mujer al día siguiente. Muestra una niña de 1.21 metros promoviendo el empoderamiento femenino. Se encuentra ubicada en Broad Street frente al edificio de la Bolsa de Valores en el Distrito Financiero de Manhattan en Nueva York.
Fearless Girl fue encargada para publicitar un fondo índice que comprende varias compañías de varios rubros que tienen un alto porcentaje relativo de mujeres entre sus principales líderes. Una placa originalmente ubicada debajo de la estatua señalaba: 
"Know the power of women in leadership. SHE makes a difference," (en español: Conoce el poder de las mujeres en el liderazgo, ELLA hace la diferencia) con "SHE" siendo tanto el pronombre determinado femenino como el símbolo bursátil NASDAQ del fondo.
La estatua fue instalado primero en la punta norte de Bowling Green en Broadway, mirando a la estatua del Charging Bull. Después de las quejas del escultor de aquella estatua, Arturo Di Modica, fue removida en noviembre del 2018 y reubicada en su actual ubicación al mes siguiente. Una placa con huellas de pisadas fue ubicada en el sitio original de la Fearless Girl.

## Descripción
La estatua Fearless Girl mide aproximadamente 130 centímetros de alto y pesa unos 110 kilogramos. En su primera ubicación, se enfrentaba al Charging Bull, una estatua de bronce de mucho mayor tamaño que mide 3.4 metros de alto y pesa 3.2 toneladas.
Fearless Girl tiene el propósito de "enviar un mensaje" sobre la diversidad de género en los lugares de trabajo y alentar a las compañías a reclutar mujeres para sus puestos de dirección. La placa originalmente ubicada debajo de la estatua señalaba: 
"Know the power of women in leadership. SHE makes a difference," (en español: Conoce el poder de las mujeres en el liderazgo, ELLA hace la diferencia) con "SHE" siendo tanto el pronombre determinado femenino como el símbolo bursátil NASDAQ del fondo de inversión que encargó la elaboración de la escultura.
El encargo de State Street Global Advisors especificó que la estatua debía mostrar una niña con las manos en su cintura y con el mentón levantado, con una altura de 91 centímetros, que Kristen Visbal y sus colaboradores aumentaron hasta 130 para compensar el tamaño del Charging Bull. Aun así, Visbal comentó que "Se aseguró de mantener sus gestos suaves; ella no es desafiante, ella es valiente, orgullosa y fuerte, no beligerante". Ella utilizó como modelos para la escultura a dos niñas de Delaware "de tal forma que todos puedan relacionarse con la Fearless Girl."

## Historia
La estatua fue instalada el 7 de marzo del 2017 —la víspera del Día Internacional de la Mujer— por State Street Global Advisors, en una campaña desarrollada por la agencia de publicidad McCann New York. SSGA estaba celebrando el primer aniversario de su fondo "Índice de Diversidad de Género" que "invierte en compañías estadounideneses de gran capital que clasifican entre las más altas en su sector en lograr la diversidad de género en sus líderes seniors". El concepto para la estatua fue desarrollado por la directora de arte senior Lizzie Wilson y redactora senior Tali Gumbiner. Wilson y Gumbiner establecieron ambas las idea para la estatua así como la apariencia general de la niña utilizando varios placas de estado de ánimo e imágenes, que Visbal utilizó como referencia.
La Fearless Girl obtuvo originalmente un permiso de una semana del Ayuntamiento que luego fue extendida a 30 días. Luego, se anunció que la estatua permanecería en su lugar hasta febrero del 2018. Entre los que defendieron que la estatua se quede más tiempo estuvo la Representante estadounidense Carolyn Maloney del New York's 12th congressional district, quien señaló: "Esta estatua ha tocado corazones al rededor del mundo con su simbolismo de la resilencia de las mujeres." La Defensora Pública de la Ciudad de Nueva York Letitia James escribió una letra que apoyaba la idea de mantener la estatua, "Fearless Girl se sostiene como una baliza poderosa, mostrando a las mujeres - jóvenes y mayores - que ningún sueño es demadiaso grande y ningún techo es demasiado alto".
Una peticíon en la web Change.org pidiendo que la estatua se convierta en permanente juntó 2,500 firmas en las primeras 48 horas. Los esfuerzos para hacer permanente a la estatua continuaron luego de que se le otorgada un permiso por un año. En abril del 2018, luego de que Fearless Girl estuviera en su ubicación por trece meses, el alcalde Nueva York Bill de Blasio anunció que tanto Charging Bull como Fearless Girl serían trasladados a una ubicación frente a la NYSE. El traslado ocurriría antes de finales del 2018.

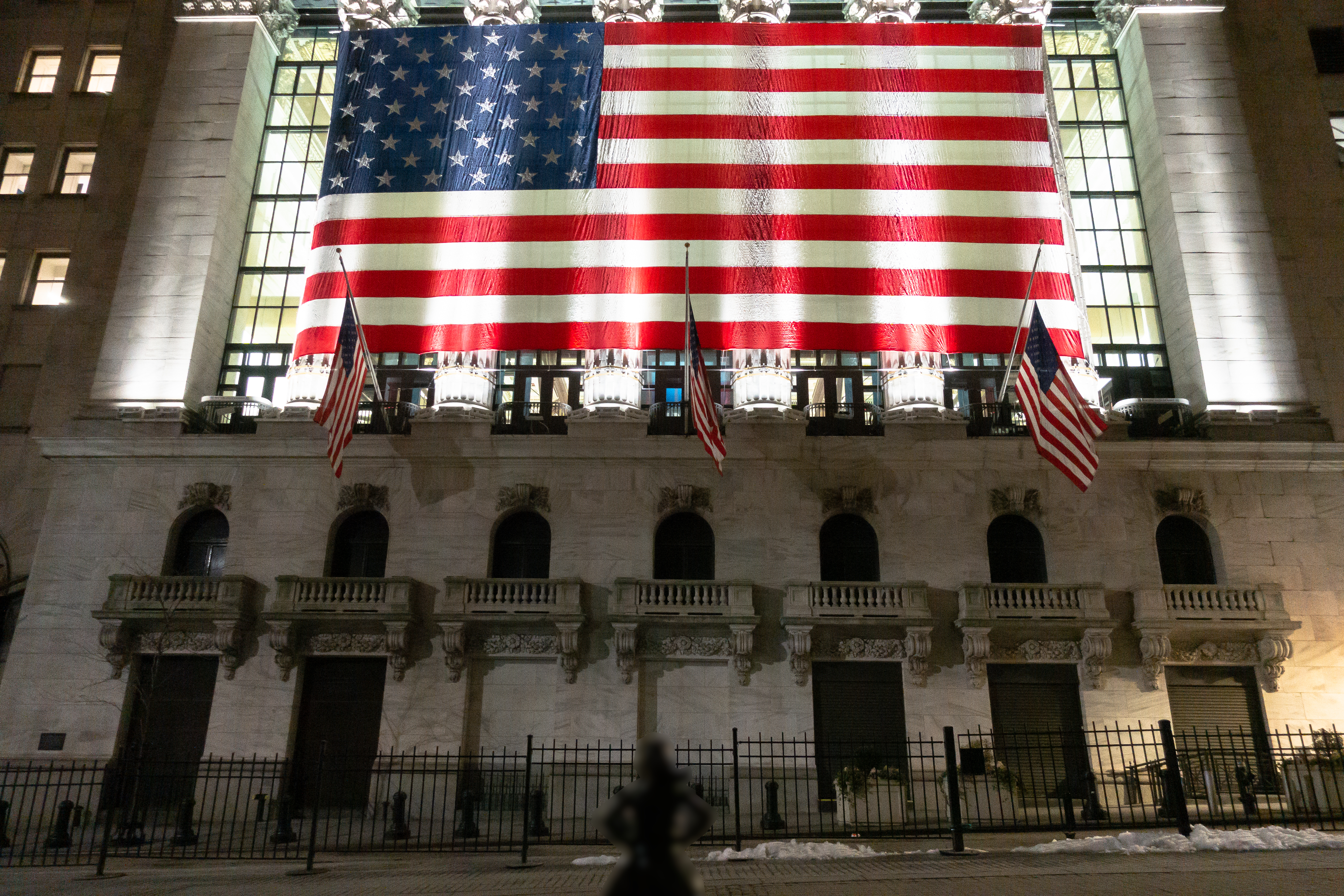
The estatua (parte baja) de frente a la Bolsa de Nueva York en febrero del 2019.

La estatua fue removida de su ubicación original en Bowling Green el 28 de noviembre del 2018. En el lugar donde había estado se puso una marca que decía: "Fearless Girl esta siendo trasladada a la Bolsa de Nueva York. Hasta que llegue, párate por ella." La placa tenía huellas de pies donde las personas podían pararse. La estatua fue develada el 10 de diciembre en su nueva ubicación frente al New York Stock Exchange Building.

## Controversias

### Yuxaposición conCharging Bull
Di Modica, que instaló la estatua Charging Bull en 1989, pidió que la estatua de la niña sea removida argumentando que la pieza explotaba su trabajo para propósitos comerciales y que alteraba la percepción del toro. El llamó a la Fearless Girl "un truco publicitario" que quería que se traslade.
El 12 de abril del 2017, Di Modica y su abogado, antiguo director de la New York Civil Liberties Union Norman Siegel, retaron a las autoridades de la ciudad que permitieron que la estatua Fearless Girl sea instalada. Di Modica dijo que la estatua corrompía la integridad artística de Charging Bull al distorsionar la intención de éste de ser "un símbolo de prosperidad y de fuerza" en un villano, y lo hacía sólo para beneficio de la SSGA. Siegel dijo que no demandaban aún. De Blasio apoyó mantener la estatua, tuiteando que "Hombres a los que no les gusta que las mujeres tomen espacio son exactamente la razón por la que necesitamos a la Fearless Girl."

### Preocupaciones feministas
Algunas mujeres criticaron la estatua por ser "feminismo corporativo" que violaba sus principios feministas. La columnista de The New York Times Ginia Bellafante la llamó "un ejercicio de imagen corporativa" de State Street, que, escribió, ha entrado en which, she wrote, había hecho un acuerdo de persecución diferida con el Departamento de Justicia de los Estados Unidos, aceptando pagar más de $64 000 000 (sesenta y cuatro millones) para solucionar los cargos de fraude por facturar secretamente a los clientes por comisiones injustificadas. El "feminismo corporativo", escribió, "opera con la singular meta de ayudar y ser cómplices de un universo de madres que abrigan a sus hijas en la noche susurrandoles, 'Algún día, cariño, tu podrás liderar el equipo de mercados emergentes y deuda soberana del Citigroup, y luego convertirte en directora de Yahoo. Christine Emba, una escritora de opinión para The Washington Post, escribió que la estatua "muestra a la mujer empoderada como una niña, reforzando la idea de feminidad tan linda e inofensiva como una niña con potencial, quizá, pero que aún no ha llegado."

### Disputas respecto los derechos comerciales
El 14 de febrero del 2019, State Street Global Advisors presentó una demanda contra Kristen Visbal, señalando que ella había hecho y vendido réplicas de la estatua en violación de su contrato con la compañía. La demanda decía que la artista hizo por lo menos tres reproducciones no autorizadas de la Fearless Girl que podían dañar la campaña global de la compañía en apoyo del liderazgo femenino y la diversida dde género. Los informes de la corte reportan que las réplicas de la estatua fueron vendidas por hasta $250,000.
El 25 de febrero del 2021, SSGA llevó a Maurice Blackburn (un estudio de abogados australiano) a la Corte Federal de Australia alegando que una de las réplicas de la estatua constituyen infraciones al derecho de autor y de marcas comerciales. El juez Jonathan Beach falló en favor de Maurice Blackburn (MBL) señalando qu eno hubo violación a la marca comercial de SSGA ya que el nombre de la réplica “fearless girl” fue utilizado de una forma descriptiva. En otras palabras, MBL eran capaces de alegar que actuaron de buena fé según la s.122(1)(b)(i) de la ley de marcas comerciales de 1995. El reclamo por infracción al derecho de autor bajo la s.36 de la ley de derechos de autor de 1968 tampoco prosperó y MBL pudo alegar que no hubo tal. En general, esto significó que MBL podía exhibir su réplica australiana legalmente.
El permiso por la ubicación de la estatua en propiedad pública expiró el 23 de noviembre del 2021. Visbal está gestionando su renovación. Hay una disputa sobre qué derechos son ejercidos por la artista y cuáles corresponden a su patrocinador, State Street Global Advisors

### Otros incidentes
El 29 de mayo del 2017, el artista Alex Gardega añadió la estatua de un pequeño perro, titulado Peeing Pug, y lo retiró luego de aproximadamente tres horas.
Gothamist reportó el 20 de marzo del 2017 que activistas enmascarados cubrieron la estatua en vestimenta de "Make America Great Again"  y una bandera estadounidense.  Ellos también pusieron señales a favor de Donald Trump en ella, incluyendo una que decía "VETS B4 ILLEGALS" y otra con un dibujo de Pepe the Frog.
El 6 de octubre del 2017, State Street pagó $5 millones para arreglar una demanda de sus empleados femeninos que alegaban que la compañía violó sus derechos de equidad de salario.

## Efectos
Tal como fue reportado por Bloomberg News, analistas de la firma de marketing Apex Marketing estimaban que la estatua resultó en $7.4 millones de publicidad indirecta gratuita para SSGA hasta abril del 2017, disgregado en un valor de $201,075 de cobertura radial gratuita, $393,047 de cobertura de redes sociales gratuita, $3,115,751 de cobertura televisiva gratuita, y $3,729,926 de cobertura en periódicos impresos y online gratuita.

## Premios
- The Most Next Award, Premios Next 2018 de la Association of Independent Commercial Producers (AICP)[44]
- Grand Effie – best in show, Premios Effie de Norteamérica[45]
- Fearless Girl ganó 18 Cannes Lions en el Festival Internacional de la Creatividad Cannes Lions del 2017 :[46]
  - Titanium: Grand Prix
  - Outdoor: Grand Prix, uno de oro
  - PR: Grand Prix, uno de oro, uno de plata
  - Glass: Grand Prix
  - Promo and Activation: dos de oro, uno de plata
  - Media: dos de oro
  - Direct: dos de oro, uno de plata y uno de bronce
  - Design: dos de oro

Fearless Girl es una de sólo dos compañías que han ganado alguna vez cuatro Grand Prix en Cannes. Ganó en las categorías Glass (que tiene que ver con publicidad referida a desigualdad de género) y PR, y empató en primer lugar en la categoría Outdoor junto con una campaña de Twitter.

## Reproducciones

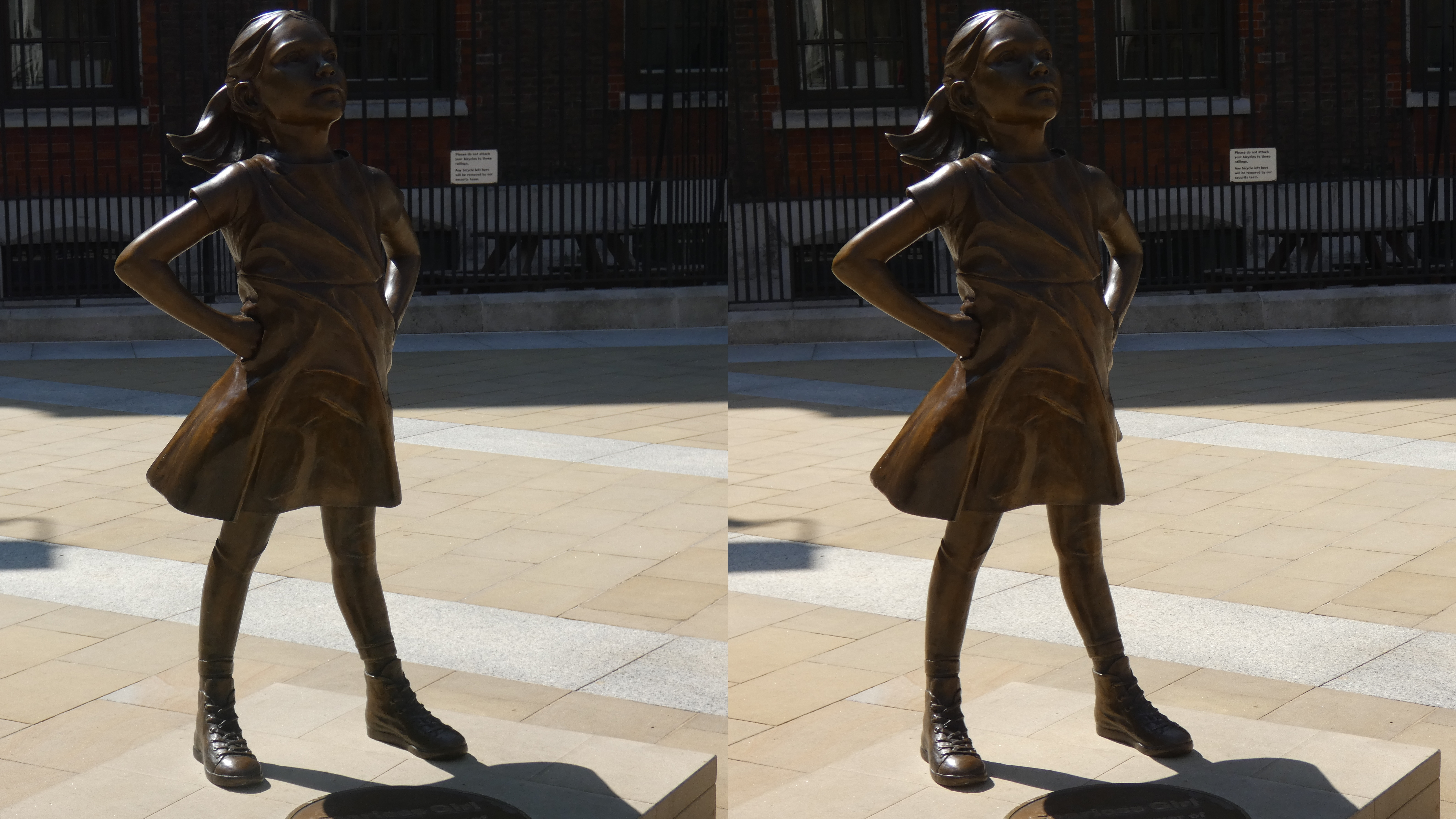
Fearless Girl en Paternoster Square en 3D

Una reproducción de la escultura fue develada afuera del Grand Hotel en la ciudad noruega de Oslo el 8 de marzo del 2018. Se ubica frente al parlamento noruego Stortinget.
Una reproducción fue revelada por Kristen Visbal en Federation Square en Melbourne, Australia, antes del Día Internacional de la Mujer del 2019. Se proyectó que estuviera ahí por cuatro años.
Una reproducción fue ubicada en Paternoster Square, cerca de la Bolsa de Londres durante la primavera del 2019.
En marzo del 2019, St. Timothy's School mostró una reproducción en su campus.